# Виноградарь (село)
Виногра́дарь (укр. Виногра́дар) — село, относится к Раздельнянскому району Одесской области Украины.
Население по переписи 2001 года составляло 1523 человека. Занимает площадь 1,424 км².

## Население
- 2012 год — 1584 человек
- 2013 год — 1614 человек
- 2014 год — 1714 человек
- 2015 год — 1710 человек[1]

## Известные жители и уроженцы Виноградаря
- А. В. Поддавашкин (1919—1976) — Герой Советского Союза